# Министерство труда и социальной защиты Республики Молдова
Министерство труда и социальной защиты Республики Молдова (рум. Ministerul Muncii și Protecției Sociale al Republicii Moldova) — одно из 14 министерств Правительства Республики Молдова.

## История министерства
Впервые министерство было создано незадолго после объявления суверенитета Республики Молдова — 31 мая 1990 года. Законодательно создание министерства было прописано в статье 24 Закона о Правительстве № 64-XII от 31 мая 1990 года. Официальное название министерства на тот момент — Министерство Здравоохранения и Социальной Защиты Республики Молдова.
В 2006 году произошло разделение созданного в 1990 году министерства, в результате чего было образовано два новых министерства:
- Министерство Здравоохранения Республики Молдова
- Министерство Социальной Защиты, Семьи и Ребёнка Республики Молдова

Данное разделение было произведено на основании Закона № 357-XVI от 24 ноября 2006 года о внесении изменения в статью 24 Закона о Правительстве № 64-XII от 31 мая 1990 года, опубликованного в «Официальном Мониторе Республики Молдова» № 186 от 08.12.2006 года.
В 2017 году в рамках реформы правительства в Молдове, Министерства труда, социальной защиты и семьи было переименовано в Министерство здравоохранения, труда и социальной защиты, в которое вошли Министерство здравоохранения, и становится их правопреемником.
В 2021 в ходе реорганизации правительства, вновь стало самостоятельным ведомством, выделенным из состава министерства здравоохранения, труда и социальной защиты.

## Цели министерства
Согласно Положению об организации и работе Министерства Социальной Защиты, Семьи и Ребёнка, утверждённому Правительством 14 марта 2007 года, миссия Министерства состоит в обеспечении реализации конституционных прерогатив Правительство касательно разработки, продвижения и проведения государственной политики в области социальной защиты, семьи и ребёнка, в целях социального обеспечения и роста уровня жизни населения.

## Руководство
- Министр — Алексей Бузу
- Заместитель генерального секретаря — Кристина Жандык
- Госсекретари — Василий Кушка, Феличия Бехтольдт и Корина Аждер

## Министры
|    | Имя                | Дата назначения  | Дата освобождения | Примечания               |
| -- | ------------------ | ---------------- | ----------------- | ------------------------ |
| 1  | Дмитрий Ниделку    | 30 августа 1992  | 22 января 1998    |                          |
| 2  | Василий Вартик     | 22 января        | 22 мая 1998       |                          |
| 3  | Владимир Гуриценко | 22 мая 1998      | 21 декабря 1999   |                          |
| 4  | Валериан Ревенко   | 21 декабря 1999  | 19 апреля 2005    |                          |
| 5  | Галина Балмош      | 22 января 2007   | 25 сентября 2009  |                          |
| 6  | Валентина Булига   | 25 сентября 2009 | 18 февраля 2015   |                          |
| 7  | Руксанда Главан    | 18 февраля       | 30 июля 2015      |                          |
| 8  | Мирча Буга         | 30 июля 2015     | 20 января 2016    |                          |
| 9  | Стелла Григораш    | 20 января 2016   | 26 июля 2017      |                          |
| 10 | Марчел Спатарь     | 6 августа 2021   | 9 января 2023     |                          |
| 11 | Алексей Бузу       | с 9 января 2023  |                   | и. о. 10—16 февраля 2023 |